# Alvise III Mocenigo
Alvise III Sebastiano Mocenigo (Venezia, 29 agosto 1662 – Venezia, 21 maggio 1732) è stato un militare italiano fu il 112º doge della Repubblica di Venezia dal 24 agosto 1722 fino alla sua morte.
Abile ufficiale di marina, si distinse più volte per il valore dimostrato in battaglia.

## Biografia

### Giovinezza
Nacque a Venezia il 29 agosto 1662, da Alvise dei Mocenigo di S. Samuele e da Cecilia di Sebastiano Michiel, terzo di questo nome nella sua famiglia e personalizzato coll’aggiunta di Bastian o Sebastiano: apparteneva ad una famiglia prestigiosa, di discreta ricchezza e numerosa, avendo ben cinque fratelli e sette sorelle. Figlio cadetto, fu destinato alla vita militare nella Marina

### Carriera militare
Il 19 aprile 1688 fu eletto governatore di galea grossa, due anni dopo partecipò alla conquista di Cannina e della Vallona sotto il comando del Capitano generale da Mar Gerolamo Corner. In veste di capitano in Golfo partecipò al fallito assedio di Canea nel luglio-agosto del 1692, l'anno seguente ottenne il comando di una torre a Egina ed il 13 dicembre 1693 fu promosso a capitano delle galeazze.
Tra il settembre 1694 ed il febbraio 1695 partecipò alla temporanea conquista di Chio, distinguendosi con la cattura di un vascello ottomano e del bey e comandò, infine, la retroguardia nella battaglia di Tino, combattuta il 22 agosto 1696.
Ottenuto il comando di provveditore generale in Dalmazia e Albania, tra il novembre 1696 e l'ottobre 1702 riuscì a vanificare un'offensiva turca guidata dal Pascià di Bosnia ma, paralizzato dalla mancanza di rinforzi e dal ritardo nel pagamento delle retribuzioni ai soldati, non poté passare alla controffensiva e dovette limitarsi ad azioni di guerriglia e di disturbo.
A seguito della pace di Carlowitz Mocenigo tentò inutilmente di prevenire la conquista, per mano austriaca, del castello di Zvonigrad ma non ottenne l'autorizzazione del Senato: supervisionò la ridefinizione dei confini secondo la nuova Linea Grimani, promosse l'assegnazione di terreni e fondi ai morlacchi disposti a trasferirsi nella Serenissima e cercò di rilanciare le attività commerciali della città di Spalato in modo da fronteggiare la concorrenza della Repubblica di Ragusa.
Il 22 settembre 1707 fu eletto alla carica di Provveditore Generale da Mar e tra l'aprile del 1708 ed il luglio 1711 si dedicò alla cura e alle ispezioni delle piazzeforti veneziane di Corfù, Zante, Nauplia, Santa Maura, Patrasso, Cefalonia, Corinto, Malvasia e Modone oltre alla flotta da guerra di stanza a Corfù.
Logorato dagli impegni, il 22 febbraio 1710 chiese ed ottenne di rientrare a Venezia ed il comando di Padova, ove si dedicò alla gestione dell'ordine pubblico e alla riorganizzazione del Monte di Pietà.
A seguito dello scoppio della Seconda guerra di Morea Mocenigo fu riassegnato al Provveditorato generale in Dalmazia e Albania ove, grazie all'appoggio delle agguerrite milizie locali, ottenne un rilevante successo conquistando l'importante fortezza turca di Imoschi nel luglio 1717.
L'offensiva viene, tuttavia, bloccata dalla stipulazione della Pace di Passarowitz nel luglio 1718 basata sul principio dell'uti possidetis: il 10 giugno 1721, dopo lunghi negoziati tra Mocenigo stesso, il rappresentante ottomano Memet Reis Effendi ed il plenipotenziario austriaco Teuffenbach, i confini dei domini dalmati di Venezia vengono ridelineati dalla nuova linea Mocenigo.

### Dogato

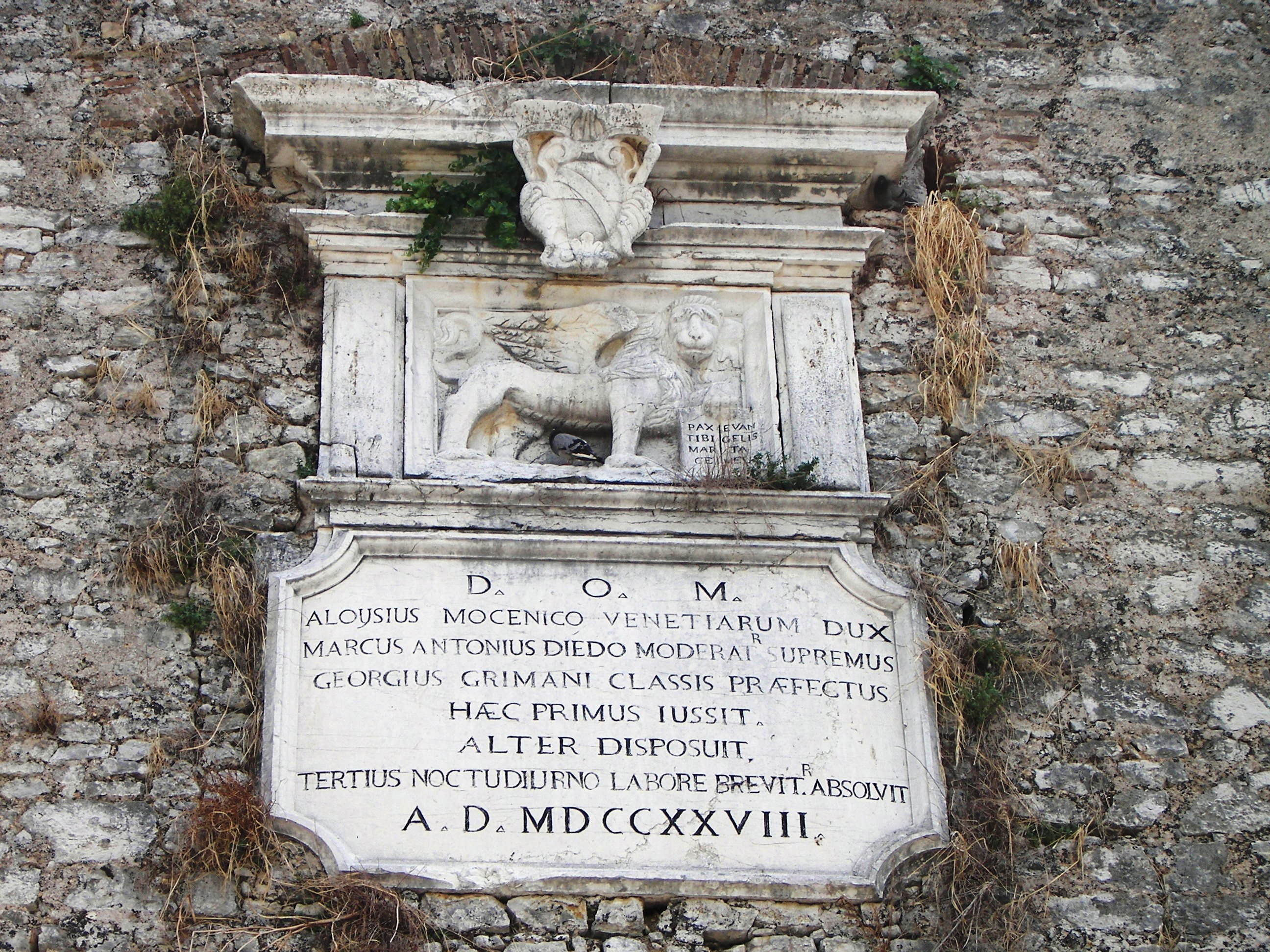
Blasone veneziano a Corfù, dedicato ad Alvise Sebastiano Mocenigo

Rientrato a Venezia, il 24 agosto 1722, superando la concorrenza di Carlo Ruzzini e Alvise Pisani, fu eletto doge con 40 voti su 41.
Il suo dogato fu pacifico: patrocinò l'illuminazione pubblica della città di Venezia, la pavimentazione di Piazza San Marco nel 1722 e l'apertura della Società letteraria universale avvenuta il 22 luglio 1724; nel 1729 curò la riedizione degli statuti veneti ed avviò il processo di canonizzazione del doge Pietro Orseolo I che si sarebbe concluso all'inizio del 1733 nel corso del dogato di Carlo Ruzzini.
Il 17 aprile 1729, dopo lunghi dibattiti, fu definitivamente approvata la riforma dell'esercito veneziano avanzata dal maresciallo Johann Matthias von der Schulenburg: l'organico in periodo di pace fu fissato in 20.467 uomini, suddiviso in dieci compagnie, da aumentarsi a 27.300 soldati in caso di conflitto, venne istituita una consulta composta da due tenenti generali e da quattro sergenti generali e fu disposto l'arruolamento di un nucleo di ingegneri con funzioni di logistica. 
Non furono accolte, invece, le istanze avanzate dal Maresciallo di razionalizzare il numero di piazzeforti e di congedare gli ufficiali riformati, privi di incarico e destinati ad altre cariche pubbliche.

### Morte
Morì il 21 maggio 1732 lasciando in eredità alla Repubblica i due leoncini in marmo rosso che adesso adornano la piazzetta a fianco della basilica di San Marco.